# Спадщанский лес
Спадща́нский лес (укр. Спадщанський ліс) — лесной массив близ города Путивля Сумской области Украины, где в сентябре 1941 года начали боевые действия партизанские отряды С. А. Ковпака, С. В. Руднева и С. Ф. Кириленко.
18 октября 1941 года в Спадщанском лесу создан единый Путивльский партизанский отряд (командир С. А. Ковпак, комиссар С. В. Руднев, начальник штаба Г. Я. Базыма), который 19—20 октября отразил наступление батальона карателей с 5 танками. 18—19 ноября ковпаковцы отбили второе наступление карателей, а 1 декабря прорвали кольцо блокады вокруг спадщанского леса и совершили первый рейд в Хинельские леса. В феврале 1942 года отряд С. А. Ковпака, преобразованный в Сумское партизанское объединение, вернулся в Спадщанский лес и отсюда предпринял ряд рейдов по Сумщине, в результате которых в северных районах области и на прилегающей территории РСФСР и БССР создан обширный партизанский край. На его территории летом 1942 года действовало 24 отряда и 127 групп (около 18 тысяч партизан).
Решением правительства Украинской ССР Спадщанский лес в 1967 году объявлен государственным заповедником, в нём создан партизанский мемориал: немецкий танк, Музей партизанской Славы (основан в 1956), экспонаты которого рассказывают о боевом пути ковпаковцев. Восстановлен бывший партизанский укреплённый район (в том числе штабная землянка, в которой жили С. А. Ковпак, С. В. Руднев, Г. Я. Базыма и другие командиры). На братской могиле партизан, павших в первом бою с карателями, воздвигнут памятник (скульптор А. П. Чемен). На северо-западной опушке Спадщанского леса в 1966 открыт монумент «Народные мстители» (скульптор А. А. Ивченко, архитектор Н. П. Махонько). В 1966 году в Спадщанском лесу установлен монумент «Партизанская Слава», памятными знаками обозначены места, связанные с деятельностью партизанского соединения С. А. Ковпака.

На аллее Героев установлен бюст П. П. Вершигоры.